# Frankrijk op de Paralympische Zomerspelen 2020
Frankrijk was een van de landen die deelnam aan de Paralympische Zomerspelen 2020 in Tokio, Japan.

## Medailleoverzicht
| Atletiek    | Charles-Antoine Kouakou                           | 400 m, T20 (m)                              | Goud   |  |  |
| Badminton   | Lucas Mazur                                       | Enkelspel, SL4 (m)                          | Goud   |  |  |
| Tafeltennis | Fabien Lamirault                                  | Enkelspel, C2 (m)                           | Goud   |  |  |
| Tafeltennis | Fabien Lamirault Stephane Molliens                | Team, C1-2 (m)                              | Goud   |  |  |
| Tennis      | Stephane Houdet Nicolas Peifer                    | Rolstoel dubbelspel (m)                     | Goud   |  |  |
| Triatlon    | Alexis Hanquinquant                               | Individueel, PTS4 (m)                       | Goud   |  |  |
| Wielrennen  | Kevin le Cunff                                    | Wegwedstrijd, C4-5 (m)                      | Goud   |  |  |
| Wielrennen  | Dorian Foulon                                     | Individuele achtervolging (baan), C5 (m)    | Goud   |  |  |
| Wielrennen  | Florian Jouanny                                   | Wegwedstrijd, H1-2 (m)                      | Goud   |  |  |
| Wielrennen  | Alexandre Leaute                                  | Individuele achtervolging (baan), C2 (m)    | Goud   |  |  |
| Wielrennen  | Alexandre Lloveras Piloot: Corentin Ermenault     | Tijdrit (weg), B (m)                        | Goud   |  |  |
|             |                                                   |                                             |        |  |  |
| Atletiek    | Timothee Adolphe Gids: Bruno Aprix                | 100 m, T11 (m)                              | Zilver |  |  |
| Atletiek    | Marie-Amelie le Fur                               | Verspringen, T64 (v)                        | Zilver |  |  |
| Atletiek    | Dimitri Pavade                                    | Verspringen, T64 (m)                        | Zilver |  |  |
| Badminton   | Lucas Mazur Faustine Noel                         | Dubbelspel, SL3-SU5 (g)                     | Zilver |  |  |
| Bankdrukken | Axel Bourlon                                      | -54 kg (m)                                  | Zilver |  |  |
| Judo        | Sandrine Martinet                                 | -48 kg (v)                                  | Zilver |  |  |
| Kanovaren   | Nelia Barbosa                                     | Eenpersoons kayak, KL3 (v)                  | Zilver |  |  |
| Tafeltennis | Mateo Boheas                                      | Enkelspel, C10 (m)                          | Zilver |  |  |
| Tafeltennis | Lea Ferney                                        | Enkelspel, C11 (v)                          | Zilver |  |  |
| Wielrennen  | Alexandre Leaute                                  | 1 km tijdrit (baan), C1-3 (m)               | Zilver |  |  |
| Wielrennen  | Loic Vergnaud                                     | Wegwedstrijd, H5 (m)                        | Zilver |  |  |
| Wielrennen  | Loic Vergnaud                                     | Tijdrit (weg), H5 (m)                       | Zilver |  |  |
| Wielrennen  | Florian Jouanny Riadh Tarsim Loic Vergnaud        | Team estafette, H1-5 (g)                    | Zilver |  |  |
| Zwemmen     | Ugo Didier                                        | 400 m vrije slag, S9 (m)                    | Zilver |  |  |
| Zwemmen     | Alex Portal                                       | 200 m individuele wisselslag, SM13 (m)      | Zilver |  |  |
|             |                                                   |                                             |        |  |  |
| Atletiek    | Pierre Fairbank                                   | 800 m, T53 (m)                              | Brons  |  |  |
| Atletiek    | Mandy Francois-Elie                               | 200 m, T37 (v)                              | Brons  |  |  |
| Atletiek    | Gauthier Makunda Gids: Lucas Mathonat             | 400 m, T11 (m)                              | Brons  |  |  |
| Atletiek    | Roman Pallier                                     | Verspringen, T11 (m)                        | Brons  |  |  |
| Bankdrukken | Souhad Ghazouani                                  | -73 kg (v)                                  | Brons  |  |  |
| Judo        | Helios Latchoumanaya                              | -90 kg (m)                                  | Brons  |  |  |
| Kanovaren   | Remy Boulle                                       | Eenpersoons kayak, KL1 (m)                  | Brons  |  |  |
| Roeien      | Nathalie Benoit                                   | Eenpersoons sculls, PR1W1x (v)              | Brons  |  |  |
| Roeien      | Team                                              | Vierpersoons sculls met stuur, PR3Mix4+ (g) | Brons  |  |  |
| Schermen    | Romain Noble Damien Tokatlin Maxime Valet         | Floret, Team (m)                            | Brons  |  |  |
| Tafeltennis | Anne Barneoud                                     | Enkelspel, C7 (v)                           | Brons  |  |  |
| Tafeltennis | Lucas Creange                                     | Enkelspel, C11 (m)                          | Brons  |  |  |
| Tafeltennis | Thu Kamkasomphou                                  | Enkelspel, C8 (v)                           | Brons  |  |  |
| Tafeltennis | Maxime Thomas                                     | Enkelspel, C4 (m)                           | Brons  |  |  |
| Tafeltennis | Anne Bareneoud Thu Kamkasomphou                   | Team, C6-8 (v)                              | Brons  |  |  |
| Tafeltennis | Florian Merrien Nicolas Savant-Aira Maxime Thomas | Team, C4-5 (m)                              | Brons  |  |  |
| Tafeltennis | Clement Berthier Thomas Bouvais                   | Team, C8 (m)                                | Brons  |  |  |
| Triatlon    | Annouck Curzillat Gids: Celine Bousrez            | Individueel, PTVI (v)                       | Brons  |  |  |
| Wielrennen  | Raphael Beaugillet Piloot: Francois Pervis        | 1 km tijdrit (baan), B (m)                  | Brons  |  |  |
| Wielrennen  | Florian Jouanny                                   | Tijdrit (weg), H2 (m)                       | Brons  |  |  |
| Wielrennen  | Alexandre Leaute                                  | Wegwedstrijd, C1-3 (m)                      | Brons  |  |  |
| Wielrennen  | Alexandre Leaute                                  | Tijdrit (weg), C2 (m)                       | Brons  |  |  |
| Wielrennen  | Alexandre Lloveras Gids: Corentin Ermenault       | Wegwedstrijd, B (m)                         | Brons  |  |  |
| Wielrennen  | Marie Patouillet                                  | Individuele achtervolging (baan), C5 (v)    | Brons  |  |  |
| Wielrennen  | Marie Patouillet                                  | Wegwedstrijd, C4-5 (v)                      | Brons  |  |  |
| Zwemmen     | Ugo Didier                                        | 200 m individuele wisselslag, SM9 (m)       | Brons  |  |  |
| Zwemmen     | Florent Marais                                    | 100 m rugslag, S10 (m)                      | Brons  |  |  |
| Zwemmen     | Alex Portal                                       | 400 m vrije slag, S13 (m)                   | Brons  |  |  |

## Deelnemers en resultaten
(m) = mannen, (v) = vrouwen, (g) = gemengd 

### Atletiek

#### Baanonderdelen
| Atleet                                                                               | Onderdeel                           | Series              | Series              | Halve finales       | Halve finales       | Finale              | Finale              |
| Atleet                                                                               | Onderdeel                           | Resultaat           | Rang                | Resultaat           | Rang                | Resultaat           | Rang                |
| ------------------------------------------------------------------------------------ | ----------------------------------- | ------------------- | ------------------- | ------------------- | ------------------- | ------------------- | ------------------- |
| Timothee Adolphe Gids: Bruno Naprix                                                  | 100 m, T11 (m)                      | 0:11.12             | 3e                  | 0:11.06             | 2e                  | 0:10.90             | Zilver              |
| Timothee Adolphe Gids: Bruno Naprix                                                  | 400 m, T11 (m)                      | Gediskwalificeerd   | DSQ                 | Niet van toepassing | Niet van toepassing | Niet gekwalificeerd | Niet gekwalificeerd |
| Nicolas Brignone                                                                     | 100 m, T53 (m)                      | 0:15.81             | 12e                 | Niet van toepassing | Niet van toepassing | Niet gekwalificeerd | Niet gekwalificeerd |
| Nicolas Brignone                                                                     | 400 m, T53 (m)                      | 0:52.28             | 10e                 | Niet van toepassing | Niet van toepassing | Niet gekwalificeerd | Niet gekwalificeerd |
| Nicolas Brignone                                                                     | 800 m, T53 (m)                      | 1:46.85             | 10e                 | Niet van toepassing | Niet van toepassing | Niet gekwalificeerd | Niet gekwalificeerd |
| Julien Casoli                                                                        | 400 m, T54 (m)                      | 0:47.99             | 12e                 | Niet van toepassing | Niet van toepassing | Niet gekwalificeerd | Niet gekwalificeerd |
| Julien Casoli                                                                        | 800 m, T54 (m)                      | 1:35.38             | 7e                  | Niet van toepassing | Niet van toepassing | 1:39.62             | 8e                  |
| Julien Casoli                                                                        | 1500 m, T54 (m)                     | 3:03.48             | 13e                 | Niet van toepassing | Niet van toepassing | 2:51.69             | 7e                  |
| Julien Casoli                                                                        | 5000 m, T54 (m)                     | 10:15.73            | 10e                 | Niet van toepassing | Niet van toepassing | Niet gefinisht      | DNF                 |
| Pierre Fairbank                                                                      | 100 m, T53 (m)                      | 0:15.09             | 5e                  | Niet van toepassing | Niet van toepassing | 0:15.41             | 5e                  |
| Pierre Fairbank                                                                      | 400 m, T53 (m)                      | 0:48.70             | 4e                  | Niet van toepassing | Niet van toepassing | 0:50.00             | 5e                  |
| Pierre Fairbank                                                                      | 800 m, T53 (m)                      | 1:41.28             | 4e                  | Niet van toepassing | Niet van toepassing | 1:39.67             | Brons               |
| Gael Geffroy                                                                         | 1500 m, T20 (m)                     | Niet van toepassing | Niet van toepassing | Niet van toepassing | Niet van toepassing | 4:15.52             | 14e                 |
| Redouane Hennouni-Bouzidi                                                            | 1500 m, T38 (m)                     | Niet van toepassing | Niet van toepassing | Niet van toepassing | Niet van toepassing | 4:05.95             | 4e                  |
| Dimitri Jozwicki                                                                     | 100 m, T38 (m)                      | 0:11.30             | 3e                  | Niet van toepassing | Niet van toepassing | 0:11.52             | 4e                  |
| Charles-Antoine Kouakou                                                              | 400 m, T20 (m)                      | 0:48.85             | 4e                  | Niet van toepassing | Niet van toepassing | 0:47.63             | Goud                |
| Gauthier Makunda Gids: Lucas Mathonat                                                | 400 m, T11 (m)                      | 0:51.99             | 3e                  | Niet van toepassing | Niet van toepassing | 0:51.74             | Brons               |
| Louis Radius                                                                         | 1500 m, T38 (m)                     | Niet van toepassing | Niet van toepassing | Niet van toepassing | Niet van toepassing | 4:17.19             | 7e                  |
|                                                                                      |                                     |                     |                     |                     |                     |                     |                     |
| Mandy Francois-Elie                                                                  | 100 m, T37 (v)                      | 0:13.48             | 4e                  | Niet van toepassing | Niet van toepassing | 0:13.51             | 4e                  |
| Mandy Francois-Elie                                                                  | 200 m, T37 (v)                      | 0:27.43             | 2e                  | Niet van toepassing | Niet van toepassing | 0:27.34             | Brons               |
| Angelina Lanza                                                                       | 200 m, T47 (v)                      | Niet gestart        | DNS                 | Niet van toepassing | Niet van toepassing | Niet gekwalificeerd | Niet gekwalificeerd |
| Nantenin Keita                                                                       | 400 m, T13 (v)                      | 0:57.40             | 5e                  | Niet van toepassing | Niet van toepassing | 0:57.17             | 4e                  |
|                                                                                      |                                     |                     |                     |                     |                     |                     |                     |
| Timothee Adolphe Gids: Bruno Naprix Julien Casoli Mandy Francois-Elie Angelina Lanza | 4 x 100 m, universele estafette (g) | 0:48.26             | 6e                  | Niet van toepassing | Niet van toepassing | Niet gekwalificeerd | Niet gekwalificeerd |

#### Veldonderdelen
| Paralympiër         | Onderdeel            | Resultaat | Prestatie |
| ------------------- | -------------------- | --------- | --------- |
| Arnaud Assoumani    | Verspringen, T47 (m) | 8e        | 6.89      |
| Valentin Bertrand   | Verspringen, T37 (m) | 8e        | 5.80      |
| Thierry Cibone      | Speerwerpen, F34 (m) | 9e        | 25.68     |
| Roman Pallier       | Verspringen, T11 (m) | Brons     | 6.15      |
| Dimitri Pavade      | Verspringen, T64 (m) | Zilver    | 7.39      |
|                     |                      |           |           |
| Gloria Agblemagnon  | Kogelstoten, F20 (v) | 8e        | 12.62     |
| Manon Genest        | Verspringen, T37 (v) | 4e        | 4.40      |
| Angelina Lanza      | Verspringen, T47 (v) | 8e        | 5.17      |
| Marie-Amelie Le Fur | Verspringen, T64 (v) | Zilver    | 6.11      |
| Typhaine Solde      | Verspringen, T64 (v) | 9e        | 4.60      |

### Badminton
| Paralympiër                | Onderdeel               | Groepsfase                                       | Groepsfase                                         | Groepsfase                    | Positie | Finalefase           | Finalefase                                          | Finalefase                                    | Plaats |
| Paralympiër                | Onderdeel               | Wedstrijd I                                      | Wedstrijd II                                       | Wedstrijd III                 | Positie | Kwartfinale          | Halve finale                                        | (Troost)finale                                | Plaats |
| Paralympiër                | Onderdeel               | Tegenstander Uitslag                             | Tegenstander Uitslag                               | Tegenstander Uitslag          | Positie | Tegenstander Uitslag | Tegenstander Uitslag                                | Tegenstander Uitslag                          | Plaats |
| -------------------------- | ----------------------- | ------------------------------------------------ | -------------------------------------------------- | ----------------------------- | ------- | -------------------- | --------------------------------------------------- | --------------------------------------------- | ------ |
| Thomas Jakobs              | Enkelspel, WH2 (m)      | JPN Daiki Kajiwara V met 0-2                     | HKG Chan Ho Yuen V met 0-2                         | Niet van toepassing           | 3e      | Niet gekwalificeerd  | Niet gekwalificeerd                                 | Niet gekwalificeerd                           | 7e     |
| Meril Loquette             | Enkelspel, SU5 (m)      | INA Suryo Nugroho V met 0-2                      | INA Dheva Anrimusthi V met 0-2                     | POL Bartlomiej Mroz W met 2-0 | 3e      | Niet gekwalificeerd  | Niet gekwalificeerd                                 | Niet gekwalificeerd                           | 5e     |
| Lucas Mazur                | Enkelspel, SL4 (m)      | IND Suhas Yathiraj W met 2-0                     | GER Jan Niklas Pott W met 2-0                      | INA Hary Susanto W met 2-0    | 1e      | Niet van toepassing  | IND Tarun W met 2-1                                 | IND Suhas Yathiraj W met 2-1                  | Goud   |
| David Toupe                | Enkelspel, WH1 (m)      | CHN Qu Zimo V met 0-2                            | JPN Osamu Nagashima V met 0-2                      | Niet van toepassing           | 3e      | Niet gekwalificeerd  | Niet gekwalificeerd                                 | Niet gekwalificeerd                           | 7e     |
| Thomas Jakobs/David Toupe  | Dubbelspel, WH1-WH2 (m) | KOR Kim Jung Jun/Lee Dong Seop V met 0-2         | THA Jakarin Homhual/Dumnern Junthong V met 0-2     | Niet van toepassing           | 3e      | Niet gekwalificeerd  | Niet gekwalificeerd                                 | Niet gekwalificeerd                           | 5e     |
|                            |                         |                                                  |                                                    |                               |         |                      |                                                     |                                               |        |
| Faustine Noel              | Enkelspel, SL4 (v)      | INA Oktila Leani Ratri V met 0-2                 | INA Khalimatus Sadiyah V met 0-2                   | Niet van toepassing           | 3e      | Niet gekwalificeerd  | Niet gekwalificeerd                                 | Niet gekwalificeerd                           | 9e     |
| Lenaig Morin/Faustine Noel | Dubbelspel, SL3-SU5 (v) | CHN Cheng Hefang/Ma Huihui V met 0-2             | IND Palak Kohli/Parul Dalsukhbhai Parmar W met 2-0 | Niet van toepassing           | 2e      | Niet van toepassing  | INA Sadiyah Khalimatus/Oktila Leani Ratri V met 0-2 | JPN Noriko Ito/Ayako Suzuki V met 0-2         | 4e     |
|                            |                         |                                                  |                                                    |                               |         |                      |                                                     |                                               |        |
| Lucas Mazur/Faustine Noel  | Dubbelspel, SL3-SU5 (g) | THA Nipada Saensupa/Siripong Teamarrom W met 2-0 | IND Pramod Bhagat/Palak Kholi W met 2-1            | Niet van toepassing           | 1e      | Niet van toepassing  | JPN Daisuke Fujihara/Akiko Sugino W met 2-0         | INA Susanto Hary/Oktila Leani Ratri V met 0-2 | Zilver |

### Bankdrukken
| Paralympiër      | Onderdeel  | Resultaat | Prestatie |
| ---------------- | ---------- | --------- | --------- |
| Axel Bourlon     | -54 kg (m) | Zilver    | 165.0     |
|                  |            |           |           |
| Souhad Ghazouani | -73 kg (v) | Brons     | 132.0     |

### Blindenvoetbal
| Paralympiër | Onderdeel | Resultaat | Prestatie                                                                   |
| --- | --------- | --------- | --------------------------------------------------------------------------- |
| Veldspelers Hakim Arezki Ahmed Tidiane Diakite Mickael Miguez Bababcar Niang Gael Jean Michel Riviere Frederic Villeroux Yvan Wouandji Kepmegni Khalifa Youme Keepers Alessandro Joseph Bartolomucci Jeremy Herve Marc Sauffisseau | Team (m)  | 8e        | Groep A (4e) JPN-FRA: 4-0 CHN-FRA: 1-0 FRA-BRA: 0-4 Plaats 7/8 FRA-THA: 2-3 |

### Boccia
| Paralympiër                                      | Onderdeel          | Groepsfase                        | Groepsfase                    | Groepsfase                | Groepsfase            | Positie | Finalefase           | Finalefase           | Finalefase           | Plaats |
| Paralympiër                                      | Onderdeel          | Wedstrijd I                       | Wedstrijd II                  | Wedstrijd III             | Wedstrijd IV          | Positie | Kwartfinale          | Halve finale         | (Troost)finale       | Plaats |
| Paralympiër                                      | Onderdeel          | Tegenstander Uitslag              | Tegenstander Uitslag          | Tegenstander Uitslag      | Tegenstander Uitslag  | Positie | Tegenstander Uitslag | Tegenstander Uitslag | Tegenstander Uitslag | Plaats |
| ------------------------------------------------ | ------------------ | --------------------------------- | ----------------------------- | ------------------------- | --------------------- | ------- | -------------------- | -------------------- | -------------------- | ------ |
| Samir van der Beken                              | Enkelspel, BC3 (g) | RPC Aleksandr Legostaev V met 3-4 | CZE Adam Peska V met 0-5      | GRE Anna Ntenta W met 4-2 | Niet van toepassing   | 3e      | Niet gekwalificeerd  | Niet gekwalificeerd  | Niet gekwalificeerd  | 13e    |
|                                                  |                    |                                   |                               |                           |                       |         |                      |                      |                      |        |
| Rodrigue Brenek Sonia Heckel Samir van der Beken | Paren, BC3 (g)     | Thailand V met 2-4                | Verenigd Koninkrijk V met 0-7 | Zuid-Korea V met 1-7      | Griekenland W met 4-3 | 5e      | Niet gekwalificeerd  | Niet gekwalificeerd  | Niet gekwalificeerd  | 9e     |

### Boogschieten
| Paralympiër               | Onderdeel                      | Kwalificatie | Kwalificatie | 1e ronde                         | 2e ronde                         | 3e ronde                   | Kwartfinale                            | Halve finale         | (troost)Finale       | Rang |
| Paralympiër               | Onderdeel                      | Score        | Positie      | Tegenstander Uitslag             | Tegenstander Uitslag             | Tegenstander Uitslag       | Tegenstander Uitslag                   | Tegenstander Uitslag | Tegenstander Uitslag | Rang |
| ------------------------- | ------------------------------ | ------------ | ------------ | -------------------------------- | -------------------------------- | -------------------------- | -------------------------------------- | -------------------- | -------------------- | ---- |
| Daniel Lelou              | Individueel, compound open (m) | 680          | 23e          | Bye                              | TUR Bulent Korkmaz V met 137-141 | Uitgeschakeld              | Uitgeschakeld                          | Uitgeschakeld        | Uitgeschakeld        | 17e  |
| Eric Pereira              | Individueel, compound open (m) | 655          | 34e          | AUS Peter Marchant V met 136-138 | Uitgeschakeld                    | Uitgeschakeld              | Uitgeschakeld                          | Uitgeschakeld        | Uitgeschakeld        | 33e  |
| Guillaume Toucoullet      | Individueel, recurve open (m)  | 620          | 7e           | Niet van toepassing              | GBR David Phillips V met 2-6     | Uitgeschakeld              | Uitgeschakeld                          | Uitgeschakeld        | Uitgeschakeld        | 17e  |
|                           |                                |              |              |                                  |                                  |                            |                                        |                      |                      |      |
| Julie Chupin              | Individueel, compound open (v) | 682          | 8e           | Niet van toepassing              | Niet van toepassing              | CHN Li Xinru W met 138-145 | GBR Phoebe Paterson Pine V met 139-141 | Uitgeschakeld        | Uitgeschakeld        | 5e   |
|                           |                                |              |              |                                  |                                  |                            |                                        |                      |                      |      |
| Julie Chupin/Daniel Lelou | Team, compound open (g)        | 1362         | 8e           | Niet van toepassing              | Niet van toepassing              | Brazilië W met 145-142     | China V met 151-154                    | Uitgeschakeld        | Uitgeschakeld        | 5e   |

### Judo
| Paralympiër          | Onderdeel  | Resultaat | Prestatie |
| -------------------- | ---------- | --------- | --- |
| Helios Latchoumanaya | -90 kg (m) | Brons     | Kwartfinale: W van JPN Haruka Hirose Halve finale: V van IRI Vahid Nouri Bronzen finale: W van KAZ Zhanbota Amanzhol                                                                |
| Nathan Petit         | -81 kg (m) | 5e        | 1/8e finale: W van KAZ Galymzhan Smagululy Kwartfinale: V van KOR Lee Jung Min Herkansingen, finale: W van GBR Daniel Powell Bronzen finale: V van MEX Eduardo Adrian Avila Sanchez |
|                      |            |           | |
| Sandrine Martinet    | -48 kg (v) | Zilver    | Kwartfinale: W van CHN Li Liqing Halve finale: W van UKR Yuliya Halinska Finale: V van AZE Shahana Hajiyeva                                                                         |

### Kanovaren
| Atleet         | Onderdeel                  | Heats     | Heats | Halve finale        | Halve finale        | A/B finale | A/B finale | Eindranking |
| Atleet         | Onderdeel                  | Resultaat | Rang  | Resultaat           | Rang                | Resultaat  | Rang       | Eindranking |
| -------------- | -------------------------- | --------- | ----- | ------------------- | ------------------- | ---------- | ---------- | ----------- |
| Remy Boulle    | Eenpersoons kayak, KL1 (m) | 0:51.726  | 3e    | 0:48.645            | 1e QA               | 0:48.917   | 3e         | Brons       |
| Eddie Potdevin | Eenpersoons Va'a, VL3 (m)  | 0:53.216  | 3e QA | Niet van toepassing | Niet van toepassing | 0:53.055   | 6e         | 6e          |
|                |                            |           |       |                     |                     |            |            |             |
| Nelia Barbosa  | Eenpersoons kayak, KL3 (v) | 0:52.234  | 2e QA | Niet van toepassing | Niet van toepassing | 0:51.558   | 2e         | Zilver      |

### Paardensport
| Paralympiër                                 | Onderdeel                               | Resultaat | Prestatie         |
| ------------------------------------------- | --------------------------------------- | --------- | ----------------- |
| Celine Gerny                                | Dressuur, verplichte kür, graad II (g)  | DSQ       | Gediskwalificeerd |
| Anne Frederique Royon                       | Dressuur, verplichte kür, graad I (g)   | 15e       | 65.357%           |
| Vladimir Vinchon                            | Dressuur, verplichte kür, graad IV (g)  | 9e        | 68.695%           |
| Chiara Zenati                               | Dressuur, verplichte kür, graad III (g) | 5e        | 71.059%           |
| Chiara Zenati                               | Dressuur, vrije kür, graad III (g)      | 8e        | 70.187%           |
|                                             |                                         |           |                   |
| Celine Gerny Vladimir Vinchon Chiara Zenati | Dressuur, team, graad I-V (g)           | 6e        | 216.219%          |

### Roeien
| Atleet                                                                        | Onderdeel                                   | Heats             | Heats | Herkansingen | Herkansingen | A/B finale | A/B finale | Eindranking |
| Atleet                                                                        | Onderdeel                                   | Resultaat         | Rang  | Resultaat    | Rang         | Resultaat  | Rang       | Eindranking |
| ----------------------------------------------------------------------------- | ------------------------------------------- | ----------------- | ----- | ------------ | ------------ | ---------- | ---------- | ----------- |
| Nathalie Benoit                                                               | Eenpersoons sculls, PR1W1x (v)              | 11:41.75          | 3e    | 10:56.23     | 3e QA        | 11:28.44   | 3e         | Brons       |
|                                                                               |                                             |                   |       |              |              |            |            |             |
| Perle Bouge Christophe Lavigne                                                | Tweepersoons sculls, PR2Mix2x (g)           | Gediskwalificeerd | DSQ   | 8:27.49      | 8e QB        | 9:10.85    | 3e         | 9e          |
| Margot Boulet Antoine Jesel Remy Taranto Erika Sauzeau Stuur Robin le Barreau | Vierpersoons sculls met stuur, PR3Mix4+ (g) | 7:26.21           | 3e    | 7:06.02      | 1e QA        | 7:27.04    | 3e         | Brons       |

### Rugby
| Paralympiër | Onderdeel    | Resultaat | Prestatie                                                                           |
| --- | ------------ | --------- | ----------------------------------------------------------------------------------- |
| Adrien Chalmin Christophe Corompt Jordan Ducret Jonathan Hivernat Rodolphe Jarlan Corentin Le Guen Brice Maurel Cedric Nankin Christophe Salegui Matthieu Thiriet Nicolas Valentim Sebastien Verdin | Gemengd team | 6e        | Groep A (3e) JPN-FRA: 53-51 FRA-AUS: 48-50 DEN-FRA: 50-52 Plaats 5/6 FRA-CAN: 49-57 |

### Schermen
| Paralympiër                               | Onderdeel                           | Resultaat | Prestatie |
| ----------------------------------------- | ----------------------------------- | --------- | --- |
| Damien Tokatlian                          | Floret individueel, categorie A (m) | 5e        | Groep C W van RPC Artur Yusupov met 5-3 W van POL Dariusz Pender met 5-4 W van ITA Emanuele Lambertini met 5-3 W van CHN Li Hao met 5-2 Kwartfinale: V van RPC Nikita Nagaev met 3-15 |
| Romain Noble                              | Degen individueel, categorie A (m)  | 11e       | Groep A V van CHN Sun Gang met 1-5 V van RPC Artur Yusupov met 2-5 W van POL Dariusz Pender met 5-1 V van GBR Piers Gilliver met 4-5 V van ITA Edoardo Giordan met 2-5 V van UKR Artem Manko met 3-5 |
| Romain Noble                              | Sabel individueel, categorie A (m)  | 12e       | Groep C V van UKR Artem Manko met 3-5 V van RPC Nikita Nagaev met 2-5 V van CHN Tian Jianquan met 3-5 V van GBR Piers Gilliver met 0-5 |
| Yohan Peter                               | Degen individueel, categorie B (m)  | 9e        | Groep A W van UKR Anton Datsko met 5-3 V van GBR Dimitri Coutya met 1-5 V van RPC Alexander Kuzyukov met 3-5 W van JPN Michinobu Fujita met 5-3 V van IRQ Ammar Ali met 0-5 V van CAN Pierre Mainville met 4-5 Kwartfinale: V van UKR Anton Datsko met 11-15 |
| Maxime Valet                              | Floret individueel, categorie B (m) | 5e        | Groep A W van UKR Oleg Naumenko met 5-2 V van CHN Feng Yanke met 4-5 W van RPC Alexander Kuzyukov met 5-2 V van GBR Dimitri Coutya met 3-5 W van JPN Ryuji Onda met 5-1 W van BRA Vanderson Luis Chaves met 5-2 Kwartfinale: V van GBR Dimitri Coutya met 8-15 |
| Maxime Valet                              | Sabel individueel, categorie B (m)  | 4e        | Groep B W van CAN Pierre Mainville met 5-2 V van POL Grzegorz Pluta met 2-5 W van BRA Vanderson Luis Chaves met 5-1 V van RPC Alexandr Kurzin met 3-5 V van HUN Istvan Tarjanyi met 4-5 1/8e finale: W van CAN Pierre Mainville met 15-9 Kwartfinale: W van RPC Alexandr Kurzin met 15-10 Halve finale: V van RPC Feng Yanke met 7-15 Bronzen finale: V van GRE Panagiotis Triantafyllou met 6-15 |
| Romain Noble Yohan Peter Damien Tokatlian | Degen, Team (m)                     | 5e        | Groep B V van UKR met 35-45 W van POL met 45-39 V van GBR met 29-45 |
| Romain Noble Damien Tokatlin Maxime Valet | Floret, Team (m)                    | Brons     | Groep A W van POL met 45-33 V van CHN met 27-45 W van JPN met 45-32 Halve finale: V van GBR met 23-45 Bronzen finale: W van RPC met 45-40 |

### Schietsport
| Paralympiër         | Onderdeel                         | Resultaat | Resultaat | Prestatie           | Prestatie           |
| Paralympiër         | Onderdeel                         | Score     | Rang      | Score               | Rang                |
| ------------------- | --------------------------------- | --------- | --------- | ------------------- | ------------------- |
| David Auclair       | 25 m pistool, SH1 (g)             | 541.0     | 26e       | Niet gekwalificeerd | Niet gekwalificeerd |
| Vincent Fagnon      | 50 m geweer, liggend SH2 (g)      | 613.6     | 26e       | Niet gekwalificeerd | Niet gekwalificeerd |
| Cedric Fevre        | 10 m luchtgeweer, liggend SH1 (g) | 631.8     | 13e       | Niet gekwalificeerd | Niet gekwalificeerd |
| Cedric Fevre        | 50 m geweer, liggend SH1 (g)      | 620.8     | 2e        | 205.0               | 4e                  |
| Tanguy de la Forest | 10 m luchtgeweer, staand SH2 (g)  | 631.4     | 8e        | 188.6               | 5e                  |
| Tanguy de la Forest | 10 m luchtgeweer, liggend SH2 (g) | 637.4     | 4e        | 189.1               | 5e                  |
| Tanguy de la Forest | 50 m geweer, liggend SH2 (g)      | 624.7     | 3e        | 186.5               | 5e                  |
| Kevin Liot          | 10 m luchtgeweer, staand SH2 (g)  | 630.8     | 9e        | Niet gekwalificeerd | Niet gekwalificeerd |
| Kevin Liot          | 10 m luchtgeweer, liggend SH2 (g) | 633.5     | 11e       | Niet gekwalificeerd | Niet gekwalificeerd |
| Alain Quittet       | 10 m luchtgeweer, staand SH2 (g)  | 627.0     | 13e       | Niet gekwalificeerd | Niet gekwalificeerd |
| Alain Quittet       | 10 m luchtgeweer, liggend SH2 (g) | 629.1     | 30e       | Niet gekwalificeerd | Niet gekwalificeerd |
| Alain Quittet       | 50 m geweer, liggend SH2 (g)      | 615.9     | 23e       | Niet gekwalificeerd | Niet gekwalificeerd |
| Didier Richard      | 10 m luchtgeweer, staand SH1 (m)  | 616.4     | 6e        | 140.6               | 7e                  |
| Didier Richard      | 50 m geweer, 3 posities SH1 (m)   | 1143.0    | 11e       | Niet gekwalificeerd | Niet gekwalificeerd |
| Didier Richard      | 50 m geweer, liggend SH1 (g)      | 609.9     | 31e       | Niet gekwalificeerd | Niet gekwalificeerd |
| Christophe Tanche   | 10 m luchtgeweer, liggend SH1 (g) | 630.9     | 19e       | Niet gekwalificeerd | Niet gekwalificeerd |
| Christophe Tanche   | 50 m geweer, liggend SH1 (g)      | 614.0     | 19e       | Niet gekwalificeerd | Niet gekwalificeerd |

### Taekwondo
| Paralympiër  | Onderdeel       | Resultaat | Prestatie |
| ------------ | --------------- | --------- | --- |
| Bopha Kong   | -61 kg, K44 (m) | 5e        | Kwartfinale: V van EGY Mohamed Yasser Elzayat met 10-20 Herkansingen, 1e ronde: W van UZB Zukhriddin Tokhirov met 37-24 Herkansingen, finale: W van AZE Imamaddin Khalilov met 29-26 Bronzen finale: V van RPC Danil Sidorov met 23-33 |
|              |                 |           | |
| Laura Schiel | +58 kg, K44 (v) | 9e        | 1/8e finale: V van MEX Daniela Andrea Martinez Mariscal met 2-36 Herkansingen, 1e ronde: V van JPN Shoko Ota, niet gestart |

### Tafeltennis
| Paralympiër                                       | Onderdeel           | Groepsfase                                     | Groepsfase                            | Groepsfase                    | Positie             | Finalefase                             | Finalefase                     | Finalefase                       | Finalefase                      | Plaats |
| Paralympiër                                       | Onderdeel           | Wedstrijd I                                    | Wedstrijd II                          | Wedstrijd III                 | Positie             | 1/8e finale                            | Kwartfinale                    | Halve finale                     | Finale                          | Plaats |
| Paralympiër                                       | Onderdeel           | Tegenstander Uitslag                           | Tegenstander Uitslag                  | Tegenstander Uitslag          | Positie             | Tegenstander Uitslag                   | Tegenstander Uitslag           | Tegenstander Uitslag             | Tegenstander Uitslag            | Plaats |
| ------------------------------------------------- | ------------------- | ---------------------------------------------- | ------------------------------------- | ----------------------------- | ------------------- | -------------------------------------- | ------------------------------ | -------------------------------- | ------------------------------- | ------ |
| Clement Berthier                                  | Enkelspel, C8 (m)   | GBR Ross Wilson V met 0-3                      | CHN Peng Weinan V met 0-3             | Niet van toepassing           | 3e                  | Niet gekwalificeerd                    | Niet gekwalificeerd            | Niet gekwalificeerd              | Niet gekwalificeerd             | 15e    |
| Mateo Boheas                                      | Enkelspel, C10 (m)  | BRA Carlos Alberto Carbinatti Junior W met 3-0 | AUT Krisztian Gardos W met 3-1        | RSA Theo Cogill W met 3-1     | 1e                  | Niet van toepassing                    | INA Komet Akbar W met 3-1      | INA David Jacobs W met 3-2       | POL Patryk Chojnowski V met 0-3 | Zilver |
| Gilles de la Bourdonnaye                          | Enkelspel, C10 (m)  | POL Patryk Chojnowski V met 1-3                | INA Komet Akbar V met 2-3             | Niet van toepassing           | 3e                  | Niet gekwalificeerd                    | Niet gekwalificeerd            | Niet gekwalificeerd              | Niet gekwalificeerd             | 9e     |
| Thomas Bouvais                                    | Enkelspel, C8 (m)   | THA Komkrit Charitsat W met 3-0                | SWE Emil Andersson W met 3-0          | Niet van toepassing           | 1e                  | HUN Andras Csonka W met 3-1            | CHN Peng Weinan V met 0-3      | Uitgeschakeld                    | Uitgeschakeld                   | 5e     |
| Lucas Creange                                     | Enkelspel, C11 (m)  | TUN Karim Gharsallah W met 3-0                 | ESP Eduardo Cuesta Martinez W met 3-1 | Niet van toepassing           | 1e                  | Niet van toepassing                    | JPN Takashi Takemori W met 3-0 | HUN Peter Palos V met 2-3        | Uitgeschakeld                   | Brons  |
| Fabien Lamirault                                  | Enkelspel, C2 (m)   | POL Tomasz Jakimczuk W met 3-0                 | CZE Jiri Suchanek W met 3-1           | Niet van toepassing           | 1e                  | Bye                                    | RPC Rasul Nazirov W met 3-0    | KOR Cha Soo Yong W met 3-1       | POL Rafal Czuper W met 3-2      | Goud   |
| Florian Merrien                                   | Enkelspel, C3 (m)   | ARG Gabriel Copola W met 3-2                   | THA Anurak Laowong W met 3-0          | Niet van toepassing           | 1e                  | BRA David Andrade de Freitas W met 3-0 | CHN Zhai Xiang V met 2-3       | Uitgeschakeld                    | Uitgeschakeld                   | 5e     |
| Stephane Molliens                                 | Enkelspel, C2 (m)   | ESP Miguel Toledo Bachiller W met 3-2          | UKR Oleksandr Yezyk W met 3-0         | Niet van toepassing           | 1e                  | SVK Martin Ludrovsky V met 3-1         | Uitgeschakeld                  | Uitgeschakeld                    | Uitgeschakeld                   | 9e     |
| Nicolas Savant-Aira                               | Enkelspel, C5 (m)   | TUR Hamza Caliskan W met 3-2                   | CHN Cao Ningning V met 0-3            | Niet van toepassing           | 2e                  | Niet van toepassing                    | GER Valentin Baus V met 0-3    | Uitgeschakeld                    | Uitgeschakeld                   | 5e     |
| Maxime Thomas                                     | Enkelspel, C4 (m)   | EGY Sameh Mohamed Saleh W met 3-1              | NGR Isau Ogunkunle W met 3-2          | Niet van toepassing           | 1e                  | Bye                                    | POL Krzysztof Zylka W met 3-1  | TUR Abdullah Ozturk V met 1-3    | Uitgeschakeld                   | Brons  |
| Fabien Lamirault Stephane Molliens                | Team, C1-2 (m)      | Niet van toepassing                            | Niet van toepassing                   | Niet van toepassing           | Niet van toepassing | Niet van toepassing                    | Bye                            | Slowakije W met 2-0              | Zuid-Korea W met 2-0            | Goud   |
| Florian Merrien Nicolas Savant-Aira Maxime Thomas | Team, C4-5 (m)      | Niet van toepassing                            | Niet van toepassing                   | Niet van toepassing           | Niet van toepassing | Bye                                    | Nigeria W met 2-0              | Zuid-Korea V met 0-2             | Uitgeschakeld                   | Brons  |
| Clement Berthier Thomas Bouvais                   | Team, C8 (m)        | Niet van toepassing                            | Niet van toepassing                   | Niet van toepassing           | Niet van toepassing | Niet van toepassing                    | Zweden W met 2-1               | Oekraïne V met 0-2               | Uitgeschakeld                   | Brons  |
| Mateo Boheas Gilles de la Bourdonnaye             | Team, C9-10 (m)     | Niet van toepassing                            | Niet van toepassing                   | Niet van toepassing           | Niet van toepassing | Bye                                    | Australië V met 0-2            | Uitgeschakeld                    | Uitgeschakeld                   | 5e     |
|                                                   |                     |                                                |                                       |                               |                     |                                        |                                |                                  |                                 |        |
| Anne Barneoud                                     | Enkelspel, C7 (v)   | NED Kelly van Zon W met 3-2                    | MEX Claudia Perez Villalba W met 3-0  | Niet van toepassing           | 1e                  | Niet van toepassing                    | Bye                            | RPC Viktoriia Safonova V met 1-3 | Uitgeschakeld                   | Brons  |
| Lea Ferney                                        | Enkelspel, C11 (v)  | HKG Wong Ting Ting V met 1-3                   | JPN Kanami Furukawa W met 3-0         | UKR Natalia Kosmina W met 3-1 | 1e                  | Niet van toepassing                    | Niet van toepassing            | JPN Maki Ito W met 3-0           | RPC Elena Prokofeva V met 1-3   | Zilver |
| Thu Kamkasomphou                                  | Enkelspel, C8 (v)   | HUN Zsofia Arloy W met 3-2                     | NED Frederique van Hoof W met 3-1     | Niet van toepassing           | 1e                  | Niet van toepassing                    | Bye                            | CHN Huang Wenjuan V met 1-3      | Uitgeschakeld                   | Brons  |
| Isabelle Lafaye                                   | Enkelspel, C1-2 (v) | ARG Maria Garrone V met 0-3                    | ITA Giada Rossi V met 0-3             | Niet van toepassing           | 3e                  | Niet gekwalificeerd                    | Niet gekwalificeerd            | Niet gekwalificeerd              | Niet gekwalificeerd             | 9e     |
| Anne Barneoud Thu Kamkasomphou                    | Team, C6-8 (v)      | Niet van toepassing                            | Niet van toepassing                   | Niet van toepassing           | Niet van toepassing | Niet van toepassing                    | Zuid-Korea W met 2-0           | China V met 0-2                  | Uitgeschakeld                   | Brons  |

### Tennis
| Paralympiër                         | Onderdeel               | 1e ronde                                | 2e ronde                                  | 3e ronde                                                       | Kwartfinale                                                            | Halve finale                                           | (troost)Finale                                         | Rang |
| Paralympiër                         | Onderdeel               | Tegenstander Uitslag                    | Tegenstander Uitslag                      | Tegenstander Uitslag                                           | Tegenstander Uitslag                                                   | Tegenstander Uitslag                                   | Tegenstander Uitslag                                   | Rang |
| ----------------------------------- | ----------------------- | --------------------------------------- | ----------------------------------------- | -------------------------------------------------------------- | ---------------------------------------------------------------------- | ------------------------------------------------------ | ------------------------------------------------------ | ---- |
| Frédéric Cattanéo                   | Rolstoel enkelspel (m)  | USA Casey Ratzlaff V met 0-2 (2-6, 5-7) | Uitgeschakeld                             | Uitgeschakeld                                                  | Uitgeschakeld                                                          | Uitgeschakeld                                          | Uitgeschakeld                                          | 33e  |
| Stephane Houdet                     | Rolstoel enkelspel (m)  | Bye                                     | MAR Lhaj Boukartacha W met 2-0 (6-0, 6-2) | ESP Martín de la Puente W met 2-0 (6-3, 6-0)                   | JPN Shingo Kunieda V met 0-2 (6-7, 3-6)                                | Uitgeschakeld                                          | Uitgeschakeld                                          | 5e   |
| Gaetan Menguy                       | Rolstoel enkelspel (m)  | KOR Im Ho Won V met 1-2 (6-3, 4-6, 1-6) | Uitgeschakeld                             | Uitgeschakeld                                                  | Uitgeschakeld                                                          | Uitgeschakeld                                          | Uitgeschakeld                                          | 33e  |
| Nicolas Peifer                      | Rolstoel enkelspel (m)  | Bye                                     | KOR Oh Sang Ho W met 2-0 (6-0, 6-2)       | JPN Takuya Miki W met 2-0 (6-2, 6-3)                           | GBR Alfie Hewett V met 0-2 (3-6, 4-6)                                  | Uitgeschakeld                                          | Uitgeschakeld                                          | 5e   |
| Frédéric Cattanéo Gaetan Menguy     | Rolstoel dubbelspel (m) | Niet van toepassing                     | Bye                                       | JPN Shingo Kunieda Takashi Sanada V met 0-2 (3-6, 1-6)         | Niet van toepassing                                                    | Niet van toepassing                                    | Niet van toepassing                                    | 9e   |
| Stephane Houdet Nicolas Peifer      | Rolstoel dubbelspel (m) | Niet van toepassing                     | Bye                                       | KOR Im Ho Won Oh Sang Ho W met 2-0 (6-1, 6-2)                  | ESP Daniel Caverzaschi Arzola Martín de la Puente W met 2-0 (7-6, 6-3) | NED Tom Egberink Maikel Scheffers W met 2-0 (6-2, 6-4) | GBR Alfie Hewett Gordon Reid W met 2-1 (5-7, 0-6, 7-6) | Goud |
|                                     |                         |                                         |                                           |                                                                |                                                                        |                                                        |                                                        |      |
| Charlotte Fairbank                  | Rolstoel enkelspel (v)  | Niet van toepassing                     | USA Dana Mathewson V met 0-2 (0-6, 3-6)   | Uitgeschakeld                                                  | Uitgeschakeld                                                          | Uitgeschakeld                                          | Uitgeschakeld                                          | 17e  |
| Emmanuelle Morch                    | Rolstoel enkelspel (v)  | Niet van toepassing                     | RPC Liudmila Bubnova W met 2-0 (6-2, 6-1) | NED Aniek van Koot V met 0-2 (3-6, 0-6)                        | Uitgeschakeld                                                          | Uitgeschakeld                                          | Uitgeschakeld                                          | 9e   |
| Charlotte Fairbank Emmanuelle Morch | Rolstoel dubbelspel (v) | Niet van toepassing                     | Niet van toepassing                       | RPC Liudmila Bubnova Viktoriia Lvova V met 1-2 (6-2, 5-7, 2-6) | Uitgeschakeld                                                          | Uitgeschakeld                                          | Uitgeschakeld                                          | 9e   |

### Triatlon
| Paralympiër                            | Onderdeel             | Resultaat | Prestatie |
| -------------------------------------- | --------------------- | --------- | --------- |
| Ahmed Andaloussi                       | Individueel, PTWC (m) | 5e        | 1:04:45   |
| Yannick Bouseaux                       | Individueel, PTS5 (m) | 10e       | 1:03:34   |
| Alexis Hanquinquant                    | Individueel, PTS4 (m) | Goud      | 0:59:58   |
| Alexandre Paviza                       | Individueel, PTWC (m) | 10e       | 1:10:54   |
| Antoine Perel Gids: Olivier Lyoen      | Individueel, PTVI (m) | 6e        | 1:03:49   |
| Thibaut Rigaudeau Gids: Cyril Viennot  | Individueel, PTVI (m) | 4e        | 1:02:48   |
|                                        |                       |           |           |
| Annouck Curzillat Gids: Celine Bousrez | Individueel, PTVI (v) | Brons     | 1:11:45   |
| Mona Francis                           | Individueel, PTWC (v) | 6e        | 1:16:49   |
| Gwladys Lemoussu                       | Individueel, PTS5 (v) | 6e        | 1:14:35   |

### Wielrennen

#### Baan
| Atleet                                        | Onderdeel                         | Heats               | Heats               | (Bronzen) Finale | (Bronzen) Finale |
| Atleet                                        | Onderdeel                         | Resultaat           | Rang                | Resultaat        | Rang             |
| --------------------------------------------- | --------------------------------- | ------------------- | ------------------- | ---------------- | ---------------- |
| Raphael Beaugillet Piloot: Francois Pervis    | 1 km tijdrit, B (m)               | Niet van toepassing | Niet van toepassing | 1:00.472         | Brons            |
| Kevin le Cunff                                | 1 km tijdrit, C4-5 (m)            | Niet van toepassing | Niet van toepassing | 1:06.357         | 8e               |
| Kevin le Cunff                                | Individuele achtervolging, C5 (m) | 4:22.257            | 4e QB               | 4:27.997         | 4e               |
| Dorian Foulon                                 | 1 km tijdrit, C4-5 (m)            | Niet van toepassing | Niet van toepassing | 1:05.348         | 6e               |
| Dorian Foulon                                 | Individuele achtervolging, C5 (m) | 4:18.274            | 1e QG               | 4:20.757         | Goud             |
| Alexandre Leaute                              | 1 km tijdrit, C1-3 (m)            | Niet van toepassing | Niet van toepassing | 1:05.031         | Zilver           |
| Alexandre Leaute                              | Individuele achtervolging, C2 (m) | 3:31.817            | 1e QG               | 3:31.478         | Goud             |
| Alexandre Lloveras Piloot: Corentin Ermenault | Individuele achtervolging, B (m)  | 4:05:263            | 4e QB               | 4:08.126         | 4e               |
|                                               |                                   |                     |                     |                  |                  |
| Marie Patouillet                              | 500 m tijdrit, C4-5 (v)           | Niet van toepassing | Niet van toepassing | 0:36.683         | 4e               |
| Marie Patouillet                              | Individuele achtervolging, C5 (v) | 3:38.088            | 3e QB               | 3:39.233         | Brons            |
|                                               |                                   |                     |                     |                  |                  |
| Kevin le Cunff Dorian Foulon Alexandre Leaute | Team sprint, C1-5 (g)             | 50.344              | 4e QB               | 49.567           | 4e               |

#### Weg
| Paralympiër                                   | Onderdeel                | Resultaat | Prestatie      |
| --------------------------------------------- | ------------------------ | --------- | -------------- |
| Kevin le Cunff                                | Wegwedstrijd, C4-5 (m)   | Goud      | 2:14:49        |
| Kevin le Cunff                                | Tijdrit, C5 (m)          | 5e        | 43:51.87       |
| Dorian Foulon                                 | Wegwedstrijd, C4-5 (m)   | DNF       | Niet gefinisht |
| Dorian Foulon                                 | Tijdrit, C5 (m)          | DNF       | Niet gefinisht |
| Florian Jouanny                               | Wegwedstrijd, H1-2 (m)   | Goud      | 1:49:36        |
| Florian Jouanny                               | Tijdrit, H2 (m)          | Brons     | 32:41.62       |
| Alexandre Leaute                              | Wegwedstrijd, C1-3 (m)   | Brons     | 2:11:06        |
| Alexandre Leaute                              | Tijdrit, C2 (m)          | Brons     | 37:07.16       |
| Alexandre Lloveras Piloot: Corentin Ermenault | Wegwedstrijd, B (m)      | Brons     | 3:06:14        |
| Alexandre Lloveras Piloot: Corentin Ermenault | Tijdrit, B (m)           | Goud      | 41:54.02       |
| Riadh Tarsim                                  | Wegwedstrijd, H3 (m)     | 7e        | 2:48:04        |
| Riadh Tarsim                                  | Wegwedstrijd, H3 (m)     | 10e       | 45:28.05       |
| Loic Vergnaud                                 | Wegwedstrijd, H5 (m)     | Zilver    | 2:24:30        |
| Loic Vergnaud                                 | Tijdrit, H5 (m)          | Zilver    | 39:15.16       |
|                                               |                          |           |                |
| Katell Alencon                                | Wegwedstrijd, C4-5 (v)   | DNF       | Niet gefinisht |
| Katell Alencon                                | Tijdrit, C4 (v)          | 5e        | 44:18.59       |
| Elise Marc                                    | Wegwedstrijd, C1-3 (v)   | 10e       | 1:17:42        |
| Elise Marc                                    | Tijdrit, C1-3 (v)        | 12e       | 29:32.92       |
| Marie Patouillet                              | Wegwedstrijd, C4-5 (v)   | Brons     | 2:23:49        |
| Marie Patouillet                              | Tijdrit, C5 (v)          | 4e        | 41:09.24       |
|                                               |                          |           |                |
| Florian Jouanny Riadh Tarsim Loic Vergnaud    | Team estafette, H1-5 (g) | Zilver    | 53:03.00       |

### Zwemmen
| Atleet           | Onderdeel                              | Series    | Series | Finale              | Finale              |
| Atleet           | Onderdeel                              | Resultaat | Rang   | Resultaat           | Rang                |
| ---------------- | -------------------------------------- | --------- | ------ | ------------------- | ------------------- |
| Laurent Chardard | 100 m vrije slag, S6 (m)               | 1:07.69   | 5e     | 1:07.60             | 7e                  |
| Laurent Chardard | 100 m rugslag, S6 (m)                  | 1:20.58   | 7e     | 1:19.00             | 6e                  |
| Laurent Chardard | 50 m vlinderslag, S6 (m)               | 0:32.76   | 5e     | 0:32.29             | 4e                  |
| Ugo Didier       | 400 m vrije slag, S9 (m)               | 4:15.53   | 2e     | 4:11.33             | Zilver              |
| Ugo Didier       | 100 m rugslag, S9 (m)                  | 1:03.32   | 4e     | 1:02.20             | 4e                  |
| Ugo Didier       | 200 m individuele wisselslag, SM9 (m)  | 2:20.86   | 3e     | 2:17.15             | Brons               |
| Nathan Maillet   | 100 m vrije slag, S14 (m)              | 2:04.44   | 16e    | Niet gekwalificeerd | Niet gekwalificeerd |
| Nathan Maillet   | 100 m rugslag, S14 (m)                 | 1:08.05   | 18e    | Niet gekwalificeerd | Niet gekwalificeerd |
| Florent Marais   | 400 m vrije slag, S10 (m)              | 4:17.78   | 6e     | 4:14.98             | 6e                  |
| Florent Marais   | 100 m rugslag, S10 (m)                 | 1:01.92   | 5e     | 1:01.30             | Brons               |
| Florent Marais   | 100 m vlinderslag, S10 (m)             | 0:59.23   | 8e     | 0:57.86             | 4e                  |
| Florent Marais   | 200 m individuele wisselslag, SM10 (m) | 2:27.25   | 9e     | Niet gekwalificeerd | Niet gekwalificeerd |
| Alex Portal      | 50 m vrije slag, S13 (m)               | 0:25.03   | 11e    | Niet gekwalificeerd | Niet gekwalificeerd |
| Alex Portal      | 400 m vrije slag, S13 (m)              | 4:11.07   | 3e     | 4:06.49             | Brons               |
| Alex Portal      | 100 m schoolslag, SB13 (m)             | 1:12.14   | 9e     | Niet gekwalificeerd | Niet gekwalificeerd |
| Alex Portal      | 100 m vlinderslag, S13 (m)             | 0:57.60   | 4e     | 0:57.13             | 4e                  |
| Alex Portal      | 200 m individuele wisselslag, SM13 (m) | 2:12.05   | 3e     | 2:09.92             | Zilver              |
| David Smetanine  | 50 m vrije slag, S4 (m)                | 0:42.68   | 12e    | Niet gekwalificeerd | Niet gekwalificeerd |
| David Smetanine  | 100 m vrije slag, S4 (m)               | 1:32.52   | 7e     | 1:29.47             | 6e                  |
| David Smetanine  | 200 m vrije slag, S4 (m)               | 3:14.09   | 8e     | 3:14.81             | 8e                  |
|                  |                                        |           |        |                     |                     |
| Emeline Pierre   | 50 m vrije slag, S10 (v)               | 0:29.11   | 11e    | Niet gekwalificeerd | Niet gekwalificeerd |
| Emeline Pierre   | 100 m vrije slag, S10 (v)              | 1:04.39   | 10e    | Niet gekwalificeerd | Niet gekwalificeerd |
| Emeline Pierre   | 100 m rugslag, S10 (v)                 | 1:13.98   | 8e     | 1:13.52             | 8e                  |
| Anaelle Roulet   | 100 m rugslag, S10 (v)                 | 1:10.70   | 3e     | 1:10.83             | 5e                  |
| Claire Supiot    | 100 m vrije slag, S9 (v)               | 1:07.31   | 13e    | Niet gekwalificeerd | Niet gekwalificeerd |
| Claire Supiot    | 400 m vrije slag, S9 (v)               | 5:00.28   | 11e    | Niet gekwalificeerd | Niet gekwalificeerd |
| Claire Supiot    | 100 m vlinderslag, S9 (v)              | 1:18.94   | 8e     | 1:16.67             | 8e                  |
| Claire Supiot    | 200 m individuele wisselslag, SM9 (v)  | 2:55.56   | 15e    | Niet gekwalificeerd | Niet gekwalificeerd |

Afghanistan · 
Algerije · 
Amerikaanse Maagdeneilanden · 
Angola · 
Argentinië · 
Armenië · 
Aruba · 
Australië · 
Azerbeidzjan · 
Bahrein · 
Barbados · 
Belarus · 
België · 
Benin · 
Bermuda · 
Bosnië en Herzegovina · 
Botswana · 
Brazilië · 
Bulgarije · 
Burkina Faso · 
Burundi · 
Cambodja · 
Canada · 
Centraal-Afrikaanse Republiek · 
Chili · 
China · 
Chinees Taipei · 
Colombia · 
Congo-Brazzaville · 
Congo-Kinshasa · 
Costa Rica · 
Cuba · 
Cyprus · 
Denemarken · 
Dominicaanse Republiek · 
Duitsland · 
Ecuador · 
Egypte · 
El Salvador · 
Estland · 
Ethiopië · 
Faeröer · 
Fiji · 
Filipijnen · 
Finland · 
Frankrijk · 
Gabon · 
Gambia · 
Georgië · 
Ghana · 
Griekenland · 
Groot-Brittannië · 
Guatemala · 
Guinee · 
Guinee‑Bissau · 
Haïti · 
Honduras · 
Hongarije · 
Hongkong · 
Ierland · 
IJsland · 
India · 
Indonesië · 
Irak · 
Iran · 
Israël · 
Italië · 
Ivoorkust · 
Jamaica · 
Japan · 
Jordanië · 
Kaapverdië · 
Kameroen · 
Kazachstan · 
Kenia · 
Kirgizië · 
Koeweit · 
Kroatië · 
Laos · 
Lesotho · 
Letland · 
Libanon · 
Liberia · 
Libië · 
Litouwen · 
Luxemburg · 
Madagaskar · 
Maleisië · 
Mali · 
Malta · 
Marokko · 
Mauritius · 
Mexico · 
Moldavië · 
Mongolië · 
Montenegro · 
Mozambique · 
Namibië · 
Nederland · 
Nepal · 
Nicaragua · 
Nieuw-Zeeland · 
Niger · 
Nigeria · 
Noord-Macedonië · 
Noorwegen · 
Oeganda · 
Oekraïne · 
Oezbekistan · 
Oman · 
Oostenrijk · 
Pakistan · 
Palestina · 
Panama · 
Papoea-Nieuw-Guinea · 
Peru · 
Polen · 
Portugal · 
Puerto Rico · 
Qatar · 
Roemenië · 
Russisch Paralympisch Comité ·
Rwanda · 
Saint Vincent en Grenadines · 
Samoa · 
Saoedi-Arabië · 
Sao Tomé en Principe · 
Senegal · 
Servië · 
Seychellen · 
Sierra Leone · 
Singapore · 
Slovenië · 
Slowakije · 
Somalië · 
Spanje · 
Sri Lanka · 
Syrië · 
Tadzjikistan · 
Tanzania · 
Thailand · 
Togo · 
Tonga · 
Trinidad en Tobago · 
Tsjechië · 
Tunesië · 
Turkije · 
Turkmenistan · 
Uruguay · 
Venezuela · 
Verenigde Arabische Emiraten · 
Verenigde Staten · 
Vietnam · 
Zimbabwe · 
Zuid-Afrika · 
Zuid-Korea · 
Zweden · 
Zwitserland
Paralympisch Vluchtelingen Team